# André Marie Gautier de Montgeroult
Pour les articles homonymes, voir Gautier.
André Marie Gautier, marquis de Montgeroult, né le 13 novembre 1736 à Paris, mort en 1793 à Mantoue (Italie), est un général de brigade de la Révolution française.

## États de service
Ancien mestre de camp de dragons, il est conseiller à la cour des comptes de Montpellier le 19 décembre 1783 et il est titulaire de la croix de chevalier de Saint-Louis.
Il est promu général de brigade le 1er mars 1791.
En 1793, il est envoyé à Naples, avec pour mission de sauver Marie-Antoinette de la guillotine, avec Maret et Sémonville, ils sont arrêtés le 25 juillet 1793, par les Autrichiens à Novate Mezzola. Il meurt la même année, dans un cachot à Mantoue en Italie.

## Familles
- Il épouse en 1784, Hélène Antoinette Marie de Nervo (1764-1836), compositrice de musique classique.

## Sources
- (en) « Generals Who Served in the French Army during the Period 1789 - 1814: Eberle to Exelmans »
- Procès-verbal des trois états du bailliage de Senlis, Senlis, imprimerie Desrocque, 1789.
- Côte S.H.A.T.: 4 YD 3712